# Мерінешть (Румунія)
Мерінешть, Мерінешті (рум. Mărinești) — село у повіті Алба в Румунії. Входить до складу комуни Интрегалде.
Село розташоване на відстані 293 км на північний захід від Бухареста, 25 км на північний захід від Алба-Юлії, 58 км на південь від Клуж-Напоки.

## Населення
За даними перепису населення 2002 року у селі проживали 22 особи, усі — румуни. Усі жителі села рідною мовою назвали румунську.